# Janusz Faron
Janusz Józef Faron (ur. 25 grudnia 1965 w Moskwie, Rosja) – polski architekt.

## Życiorys
W 1989 ukończył studia magisterskie na Wydziale Architektury Politechniki Śląskiej. W latach 1989–1993 zatrudniony w biurze projektowym "AiB" w Katowicach. Od 1993 przez pięć lat pełnił funkcję inspektora w Wydziale Architektury Urzędu Miasta w Zabrzu. Od 1994 do 2009 zawodowo związany z Politechniką Śląską, gdzie był adiunktem na macierzystym wydziale. W 1997 przedstawił pracę doktorską pt. "Jakość techniczna obiektów architektonicznych ze szczególnym uwzględnieniem problemów bezpieczeństwa pożarowego", za którą otrzymał grant promotorski. Od 2000 prezes w Przedsiębiorstwie Studiów Projektów i Realizacji Budownictwa z siedzibą w Gliwicach. Od 2015 równolegle związany zawodowo z Państwową Wyższą Szkołą Zawodową w Raciborzu, gdzie od roku 2016 pełni funkcję kanclerza.

## Dorobek architektoniczny
Janusz Faron współpracował z pracownią architektoniczną "A. & J. Olszewscy Architekci", gdzie zaprojektował:
- Centrum Kongresowe w Warszawie dla J.W. Construction (2000-2001) – projekt budowlany;
- Park Wodny „Port Żerański” w Warszawie dla J.W. Construction (2000-2001) – projekt budowlany;
- Budynek wielorodzinny mieszkalny przy ulicy Jerzego Zaruby 9 w Warszawie dla P.D.B „Edbud”.

## Nagrody
- Zespołowa Nagroda Rektora II stopnia za osiągnięcia w dziedzinie organizacyjnej /1996-1997/;
- Zespołowa Nagroda Rektora III stopnia za osiągnięcia w pracy zespołowej /1998/.